# Judy (singel Thomasa Andersa)
Judy – debiutancki singel niemieckiego piosenkarza Thomasa Andersa, wydany 8 sierpnia 1980 roku. Jest to cover piosenki Call Me Randy'ego VanWarmer'a.

## Lista utworów
| Nr | Tytuł utworu                  | Długość |
| -- | ----------------------------- | ------- |
| 1. | „Judy”                        | 4:50    |
| 2. | „Liebe Ist Ein Zweites Leben” | 3:50    |
|    |                               | 8:40    |